# Sterculia tragacanthoides
Sterculia tragacanthoides är en malvaväxtart som beskrevs av Adolf Engler. Sterculia tragacanthoides ingår i släktet Sterculia och familjen malvaväxter. Inga underarter finns listade i Catalogue of Life.